# 基督教末世論
基督教末世論（英語：Christian eschatology）指基督教關於末世的觀點。末後之事的教義乃建基直線之歷史觀，歷史如直線般前進邁向終局。末世是《聖經》中提到的當今時代终结的時候，與耶稣再臨時（有時俗稱世界末日）最後的審判有關；對真正信靠基督的基督徒來說，這是最終的公理與正義的來臨，是值得期盼的。
對於末世，基督教不同教派的理解是不同的。一般的主張認為，這與當今時代終結時候人類死亡現象終結，即靈魂所依附的生命載體不再如同現今肉體的認知，人類仍擁有實際載體，依照其靈魂狀況被分別安排進入永生與永死時期的情況，其中也涉及基督再來時人類歷史的結束過程和人類永遠的命運。

## 末世論
研讀末世的事，在神學上被稱為「末世論」（eschatology取自希臘文，字義是「末後」）。而《聖經》中基督的再臨與末世之事，被許多當代聖經學家認為是最重要的教義，教導基督門徒為「末後」爭戰得勝應做的準備。西雅圖大學神學教授陳佐人闡述神學家莫特曼的思想：「我們是活在末世當中以神為中心，這是我們的基礎。你有了這個基礎，你就可以去面對不同的思想，面對他們的挑戰。」
在討論末世論時，一般神學家對此甚為謹慎，因為《聖經》文末記載著「這書上的預言，若有人删去甚麼，神必從這書上所寫的生命樹和聖城删去他的分」，避免研究者偏向某一個觀點層面。在此提出的有關末世論這一個題目的神學家的論述首推莫特曼神學、德國思想家潘寧博及西方基督教思想家史懷哲、庫爾曼（Oscar Cullmann）、卡尔·巴特、魯道夫·布爾特曼、布洛霍、卡爾·洛維特等人對末世論不同的觀點。

## 歷史

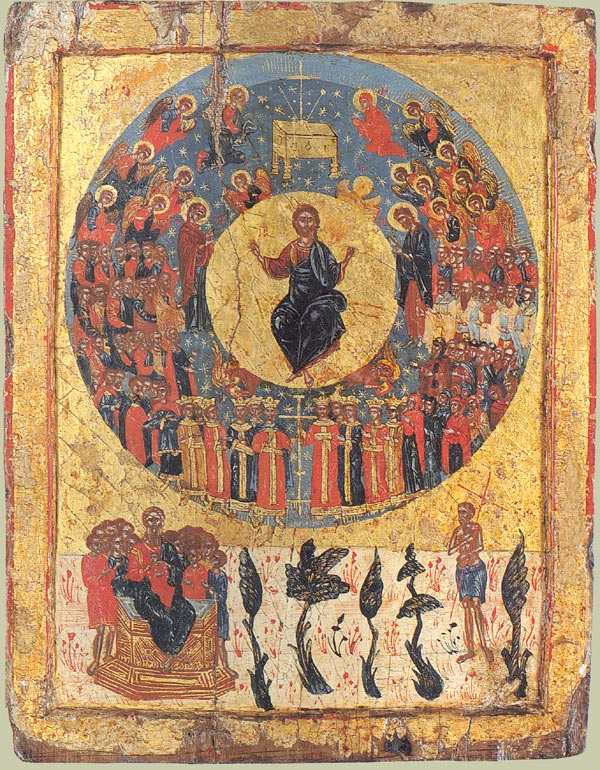
耶稣再临圖示（希臘，公元1700年）

末世論在基督教神學研究中是一種古老的分支，從「登山寶訓」、「綿羊與山羊」，和其他「耶穌升天」前的預言，由大數城的保羅啟示記錄基督的「第二次再來」，歷經安提阿城的伊格內修斯、基督教殉教者游斯丁、德爾圖良、俄利根等人的研究論述，在20世紀成為一個重要的神學研究研究領域。

## 興起原因
- 科技迅速發展，全球文化氣候變遷，迫切對未來的展望需求大增。
- 基督教教會在第三世界國家有迅速的發展，對未來充滿希望，刺激對末世論之興趣。
- 自由經濟泡沫面臨崩解，共產主義思潮刺激神學家需回應更優越的未來盼望。
- 心理學家研究指出人類心理對未來有明確盼望的需要，有生存的目的，即可面對任何艱困的環境。
- 核能工業、武力等製造為害生態的危機頻仍，使大規模滅絕增加人為可能。
- 社會昌明，平民受高等教育，與政府、司法的菁英主義體系矛盾衝突增加，對社會公平正義普遍感到失望。
- 基因工程的負面使用被懷疑將破壞既有的道德、上帝創造生命的律。[原創研究？]

## 聖經末世論篇章
- 舊約：以賽亞書，以西結書，但以理書。
- 新約：四福音書（耶穌對末日的宣講），帖撒羅尼迦書信，彼得書信，哥林多前書，啟示錄等。

## 派生事件
- 美国

1. 在美國發生的天堂之門教派集體自殺事件，受希臘神學的「靈體分離」思想謬解，藉自殺讓靈魂得釋放歸向天國去。
2. 時代論者熱衷一套末日學，產生末世論的狂熱（eschatomania）、末世論的恐懼（eschatophobia）情況，故而使許多教會人士對此神學觀多有保留，為免引起爭論而避談。

### 引用
1. ↑  解讀啟示錄/大衛鮑森牧師（David Pawson）
2. ↑  唐崇榮與陳佐人的訪談錄
3. ↑  Romans 2:5–16, Romans 14:10, 1 Cor 4:5, 2 Cor 5:10, 2 Tim 4:1, 2 Thess 1:5
4. ↑  Alexander Roberts & James Donaldson, eds. Ante-Nicene Fathers.（16 vol.）Peabody, Massachusetts: Hendrickson, 1994. The writings of Ignatius and Justin Martyr can be found in Vol. 1; Tertullian, in Volumes 3–4; and Origen, in Volume 4.